# Far Manager
Far Manager — консольный файловый менеджер для операционных систем семейства Microsoft Windows и Linux.
Автор программы — Евгений Рошал. С 18 июня 2000 года разработкой Far Manager занимается группа FAR Group. Начиная с версии 2.0 программа распространяется под модифицированной лицензией BSD. Предыдущие версии имели проприетарную лицензию, по которой коммерческое использование программы являлось платным.
Программа Far Manager наследует двухоконную идеологию, стандартную расцветку и управление с клавиатуры у известного файлового менеджера Norton Commander.

## История
- 10 сентября 1996 года — первая общедоступная версия 1.00 beta[4].
- 26 июня 1997 года — «бутлег» 1.3 — версия, которую Евгений Рошал никогда не выпускал[5].
- 22 мая 2000 года — Рошал предложил отдать исходные тексты Far Manager 1.64 трём-четырём плагинописателям «в хорошие руки» на условиях «за спасибо»[6].
- 18 июня 2000 года — на базе egroups.com заработал список рассылки для новых разработчиков Far Manager. Эту дату можно считать зарождением FAR Group.
- 23 июня 2000 года — Рошал выпускает «последнюю версию» 1.65[7], после чего версия Far Manager начинается с 1.70.
- 20 ноября 2000 года — первая бета 1.70[4].
- 29 марта 2006 года — релиз 1.70[8].
- 26 октября 2007 года — исходный код альфа-версии 1.80 (с поддержкой Юникода и несовместимая с Windows 9x) выпущен под модифицированной (без пункта о рекламе) лицензией BSD[9]. Это первая свободная версия Far Manager.
- 13 декабря 2008 года — версия юникодного FAR изменена на 2.0[10].
- 5 февраля 2011 года — версия юникодного FAR изменена на 3.0[11]. Начиная с build 1825, полностью переработан API плагинов. Плагины версии 1.x по-прежнему могут работать в FAR 3.0.
- 19 марта 2011 года — для хранения всех настроек используется SQLite[11].
- 30 сентября 2012 года — для макросов используется скриптовый язык Lua.
- 4 ноября 2012 года — релиз 3.0[12].

В Windows 9x программа могла работать как в оконном, так и полноэкранном режиме. Некоторые недостатки интерфейса, схожие с DOS-программами в оконном режиме (невозможность произвольного изменения текстового разрешения окон, проблемы с закрытием при выключении системы), проявлялись в Windows 9x, но отсутствуют в семействе Windows NT.

## Особенности реализации

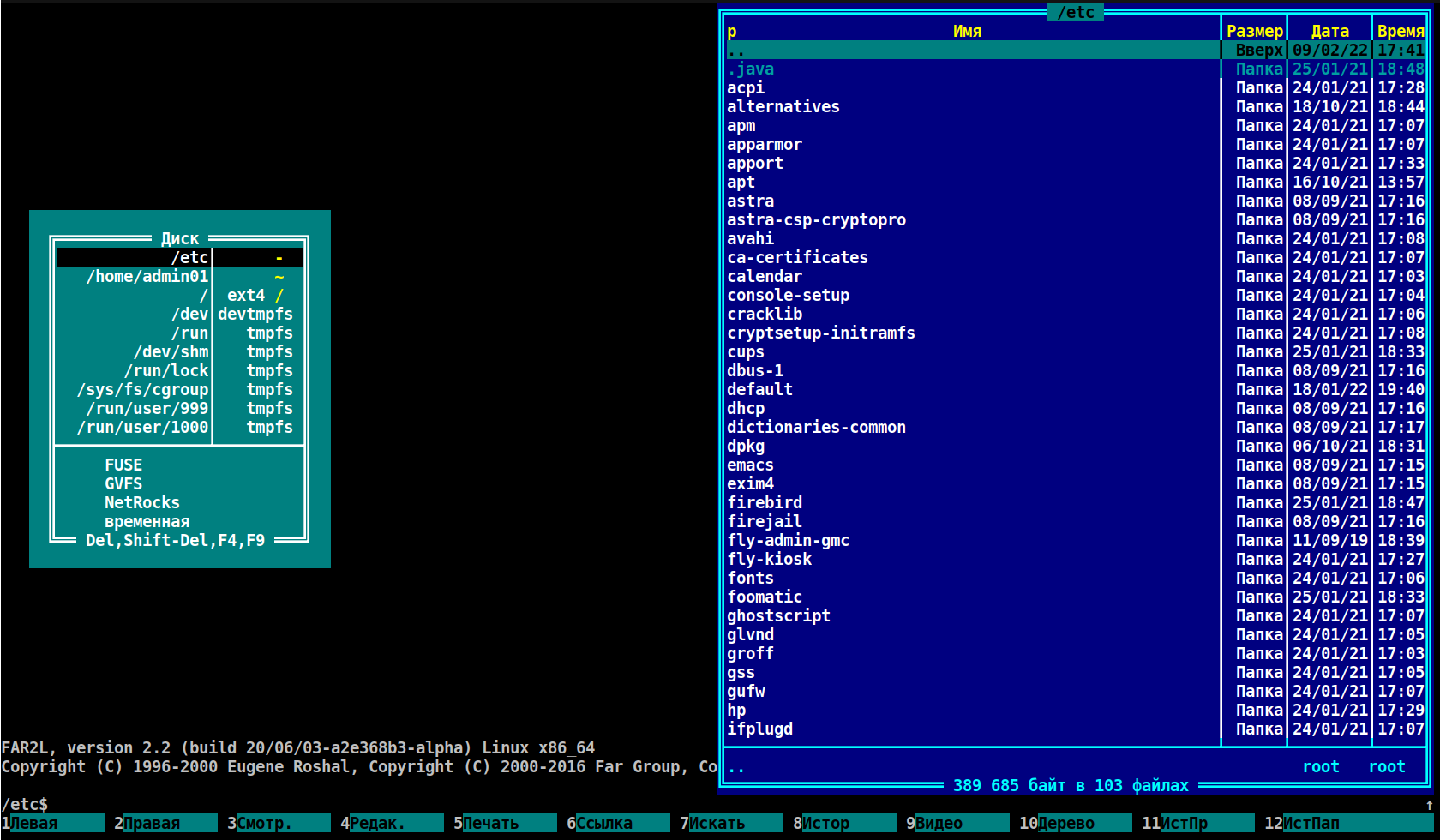
Версия Far Manager для Linux

Far поддерживает работу с файловой системой NTFS, различные кодировки текстов, может использовать системные функции для копирования файлов, имеет многоязычный интерфейс и систему помощи.
Far Manager был с самого начала ориентирован на платформу Windows, поддерживал длинные имена файлов. Время от времени пользователи высказывали просьбы сделать версии для других платформ (Linux и Mac OS). Разработчики утверждали, что код программы слишком специфичен для Windows, и портирование на другую платформу потребовало бы больших изменений.
С 2016 года существует форк Far Manager для Linux, FreeBSD и MacOS, который активно развивается.

## Подключаемые модули (плагины)

Редактор Far с плагином Colorer

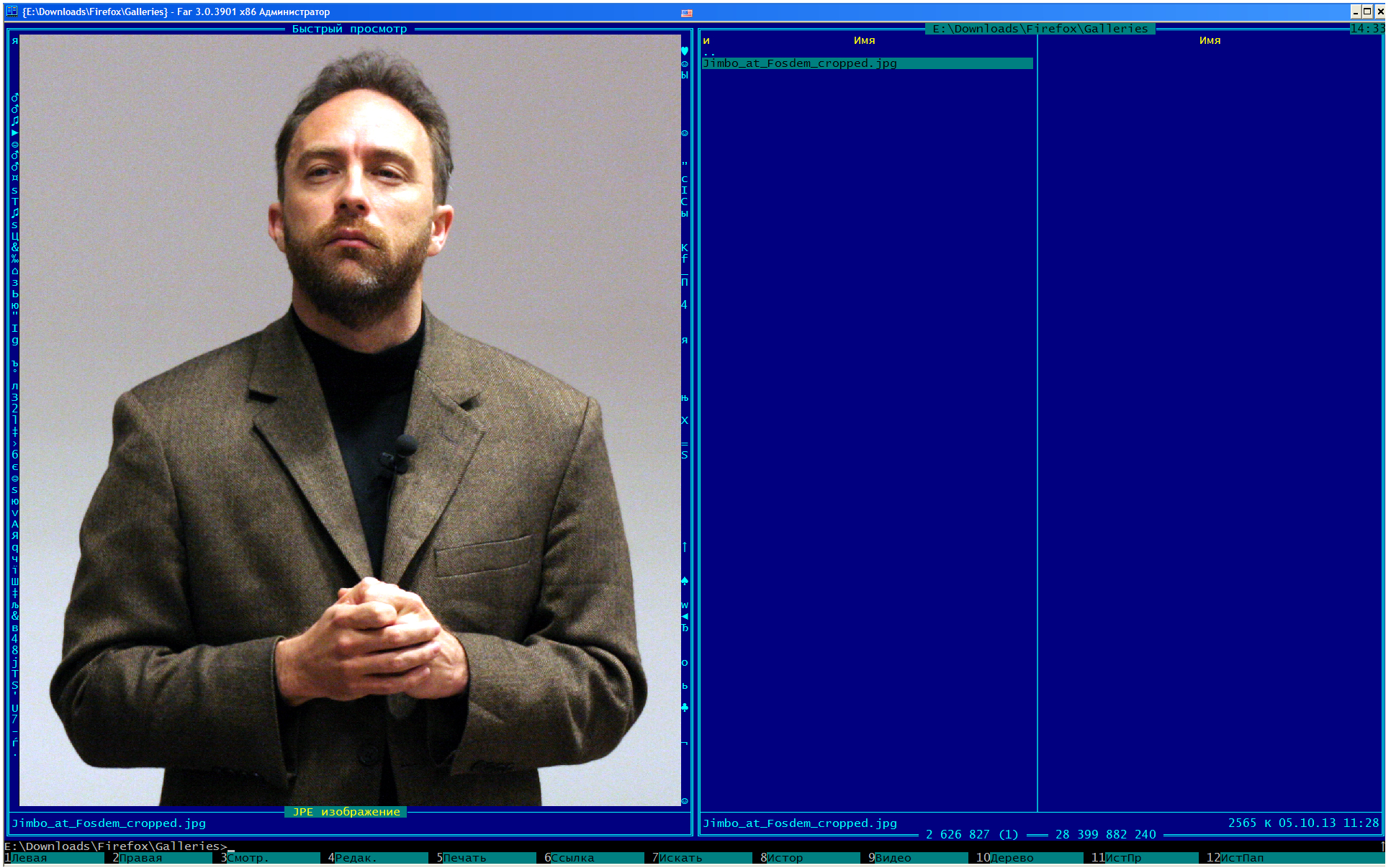
Окно Far развёрнуто на весь экран, в одной панели открыт «быстрый просмотр». Используется плагин Multimedia viewer

Возможности Far существенно расширяются благодаря плагинам различного назначения:
- управление принтерами, как подключёнными к ПК, так и сетевыми;
- подсветка синтаксиса в исходных текстах программ;
- работа с FTP-серверами (с поддержкой доступа через различные типы прокси, автоматической докачкой и прочее);
- работа с SFTP-серверами (плагин WinSCP);
- работа с любым ssh-сервером по протоколу FISH (только в far2l);
- поиск и замена символов одновременно во множестве файлов с применением регулярных выражений;
- средства переименования групп файлов с возможностью использования сложных составных масок из символов подстановки и шаблонов;
- NNTP-/SMTP-/POP3-/IMAP4-клиенты и отправка сообщений на пейджер;
- работа при нестандартных размерах текстового экрана;
- перекодировка текстов с учётом национальных кодовых таблиц;
- манипуляции с содержимым корзины;
- управление приоритетами процессов на локальном или на сетевом ПК;
- автозавершение слов в редакторе и работа с шаблонами;
- редактирование реестра Windows;
- создание и изменение ярлыков Windows;
- всевозможные манипуляции с файлами и текстом, делающие комфортной работу с фидонетовскими материалами;
- кодирование и декодирование файлов в формате UUE;
- симметричное и асимметричное шифрование файлов;
- управление программой Winamp и модификация комментариев MP3-файлов;
- просмотр и редактирование содержимого ресурсов различных игр;
- работа с различными серверами через ODBC + работа с серверами Oracle через OCI[англ.];
- управление службой RRAS;
- запуск внешних программ (компиляторов, конвертеров и проч.) при редактировании текстов в редакторе FAR;
- отображение содержимого файлов справки Windows (.hlp и .chm);
- калькуляторы с разными возможностями;
- различные игры;
- функции проверки орфографии при обработке текста в редакторе FAR;
- работа с файл-образами дисков для ZX Spectrum и ПК Вектор-06Ц;
- подготовка каталога сменных накопителей;
- вычисление и проверка CRC и криптографических хеш значений файлов (SHA-1; SHA-2; Whirlpool и других).
- Отображение скрытой файловой системы на сотовых телефонах SonyEricsson.

Некоторые важные плагины (например, для работы с FTP, печати, сравнения файлов, работы с архивами, сетью) входят в поставку Far. Но подавляющее большинство плагинов доступно для скачивания в интернете, пользователь может устанавливать их в соответствии со своими задачами. В настоящее время насчитывается более 700 плагинов для Far.
Большинство плагинов написано на Си/C++ и Паскале с использованием оригинального Far API. Существуют и современные альтернативы: FarNet предоставляет API и инструменты для написания .NET-модулей; модуль PowerShellFar реализует поддержку Windows PowerShell и открывает объектную модель FarNet для управления из скриптов или командной строки; модуль LuaFAR предоставляет API для написания скриптов и плагинов на языке Lua.

## Portable-версия
Для запуска со сменных носителей (USB-винчестеров, флешек и т. д.) существует так называемая portable-версия, применяемая для работы без инсталляции (как правило, недолгой) для выполнения задач типа переноса данных, поиска, проведения ремонтных работ и т. д.

## Unicode-версия
26 октября 2007 года был открыт публичный доступ к SVN-репозиторию с Unicode-версией менеджера.

## Версия для Linux, macOS и BSD
В рамках проекта far2l разрабатывается порт Far Manager для Linux, macOS и BSD систем. На 20 сентября 2016 года порт запускается и работает, доступна основная функциональность Far Manager как менеджера файлов и архивов. Также портированы и работают плагины FarFTP, Colorer, MultiArc, TmpPanel. По состоянию на ноябрь 2020 года добавлен плагин NetRocks (аналог NetBox, работают протоколы FTP, FISH, SCP, SFTP, SMB, NFS и WebDAV), поддерживается работа в графическом и консольном режимах, портировано не менее 13 плагинов оригинального Far Manager. На январь 2022 года проект перешёл в стадию beta, добавлена поддержка скриптов на python и lua.
far2l также поддерживает так называемые расширения терминала. Хотя сам FAR2L является TUI-приложением, он может работать с двумя бэкендами: GUI и TTY. Хотя бэкэнд TTY может работать в любом терминале (например, xterm), он также может работать и внутри встроенного терминала GUI-версии far2l, приобретая возможности, недоступные на «обычных» терминалах (например, распознавание всех возможных комбинаций клавиш клавиатуры с поддержкой не только событий нажатия, но и событий отпускания клавиш). Также GUI-far2l может обеспечивать доступ к общему буферу обмена и уведомлениям на рабочем столе. Эти расширения можно использовать, запустив TTY far2l внутри сеанса ssh-клиента, открытого в GUI-far2l (или используя протоколы SFTP/SCP в NetRocks для удаленного запуска far2l с помощью функции «выполнить удаленную команду»).
far2l доступен в Ubuntu Linux, начиная с версии 24.04..

## Лицензия
В версиях до 1.75.2629 Far распространялся как shareware (некоторые функции работали только после прохождения платной регистрации), при этом существовала бесплатная так называемая «xUSSR-регистрация» для жителей России и других стран бывшего Советского Союза. В ней в качестве пароля для регистрации требовалось ввести русскими буквами название текущего дня недели. Такая регистрация позволяла использовать версии Far по 1.61 включительно полностью бесплатно, в более поздних версиях требовалась платная регистрация для коммерческого использования.
Начиная с версии 1.75.2629, Far не требует регистрации и распространяется бесплатно под модифицированной лицензией BSD. В связи с этим, начиная с 18 мая 2010 года, компания RARLabs прекратила продажу Far Manager.
Версии 1.8.х, 2.x и 3.x, имеющие поддержку юникода, распространяются бесплатно и с открытым исходным кодом под модифицированной лицензией BSD.